# Ligue de football professionnel (Russie)
Pour les articles homonymes, voir Ligue de football professionnel.
La Ligue de football professionnel (en russe : Профессиональная футбольная лига, Professionalnaïa futbolnaïa liga), aussi abrégé en PFL, est une association russe de football professionnel se chargeant notamment de l'organisation du championnat de troisième division. Elle co-organise également la Coupe de Russie avec la fédération russe.
À sa fondation en 1992, l'association était alors chargée d'organiser l'intégralité des trois championnats russes professionnels, incluant ainsi la Ligue supérieure et la Première division, avant que l'organisation de ces deux derniers championnats ne soient progressivement attribuées respectivement à la Première Ligue (ru) (RFPL) en 2001 et à la Ligue nationale en 2011.

## Histoire
Fondée en 1992, la PFL est alors l'unique organisateur de l'intégralité des compétitions de football professionnel russe, allant de la première à la troisième division en passant par la Coupe de Russie.
Au fil du temps cependant, l'organisation de ces compétitions est peu à peu passée en d'autres mains, les clubs russes de première division se séparant de la Ligue pour former la Première Ligue (ru), sur le modèle de la Premier League anglaise, à partir de 2001.
L'organisation des deuxième et troisième divisions sont quant à elles retirées à l'organisation en décembre 2010 à la suite de la rupture du contrat liant la PFL à la fédération russe en raison de contentieux juridiques au niveau de l'enregistrement de la PFL,.
La deuxième division passe ainsi sous le contrôle de la nouvelle Ligue nationale de football (FNL) à partir de 2011 tandis que l'organisation de la troisième division est temporairement assignée au département du football professionnel de la fédération russe de football entre 2011 et 2013 avant de revenir à la PFL à la suite du règlement des problèmes juridiques de l'association en mai 2011, l'organisation de cette compétition lui étant formellement rendue en février 2013.
Au même titre que la RFPL (Première Ligue (ru)) et la FNL, la PFL fait partie de l'association des Ligues européennes de football professionnel, qu'elle intègre en 2007 et dont elle est membre associé.
La PFL est présidée par Andreï Sokolov depuis son élection le 17 janvier 2013.

## Historique des logos

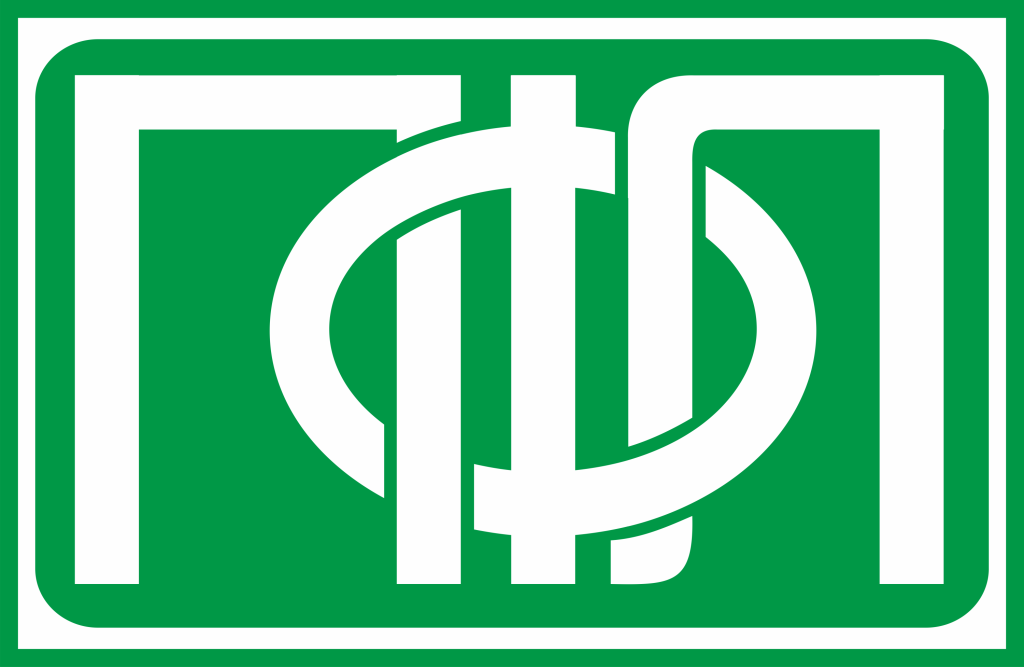
Logo jusqu'en 2019.
Logo depuis 2019.